# Edmund-Henry Barker
Pour les articles homonymes, voir Barker.
Edmund-Henry Barker est un philologue anglais né à Hollym (Yorshire) en 1788 et mort le 21 mars 1839 à Londres.

## Biographie
Il donna des éditions estimées de classiques grecs et latins, les Classicals Recreations où il osa le premier traiter en langue vulgaire et non en lation les matières archéologiques. Il publia à Londres, de 1816 à 1828, une nouvelle édition du Thesaurus linguae graecae de Henri Estienne, qu'il parvint à achever malgré les attaques de Blomfield.
On lui doit aussi des dissertations dans le Classical Journal et des traductions du Catalogue des anciens artistes de Sillig et de la Grammaire grecque de Buttmann. 